# Bernt Notke

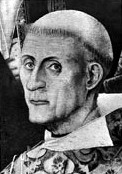
Zelfportret Notke

Bernt Notke (Lassan, 1435 - Lübeck, 1508/1509) was een Duits schilder, beeldhouwer en houtsnijder uit de 15e eeuw. Notke werd beroemd door zijn altaarstukken en religieuze schilderingen. Over zijn leven is weinig bekend. Hoewel in verschillende documenten genoemd, blijft het bij de vermelding van zijn naam. In een document van 14 april 1467 wordt iets concreets gemeld over Notke; hij doet zijn beklag over het schildersgilde van Lübeck.
Vanaf 1484 zou hij enkele jaren doorgebracht hebben in Zweden.

## Werk
Naar zijn werk is uitvoerig historisch onderzoek gedaan. Daarbij bleken werken rechtstreeks aan Notke toegeschreven te kunnen worden en bestaan er werken waarover twijfel bestaat.
Aan hem toegeschreven worden onder meer:
| Triomfkruis                                                        | Altaarstuk | Altaarstuk                                                                             |
| Kathedraal van Lübeck                                              | Dom van Aarhus | Heilige Geestkerk (Tallinn)                                                            |
| Een perkament in het beeld van Johannes wijst op de hand van Notke | Bewijs voor de echtheid wordt geleverd door een bon, waarin wordt vermeld, dat Notke voor dit werk 800 marken ontving | Diverse brieven zijn overgeleverd, waarin Notke dringend vraagt om de laatste betaling |